# Rajkumar
Rajkumar (Kannada ರಾಜ್‌ಕುಮಾರ್; * 24. April 1929 als Singanalluru Puttaswamayya Mutturaju  (ಸಿಂಗಾನಲ್ಲೂರು ಪುಟ್ಟಸ್ವಾಮಿ ಮುತ್ತುರಾಜು) in Gajanur, Mysore; † 12. April 2006 in Bangalore, Karnataka) war ein indischer Schauspieler und Playback-Sänger des Kannada-Films. Seine Filmkarriere spannte sich über 45 Jahre und er trat in mehr als 200 Filmproduktionen auf.

## Leben
Rajkumar begann seine Karriere als Schauspieler und Sänger in der Theatergruppe von Gubbi Veeranna. Der Regisseur H. L. N. Simha gab ihm 1954 bei seinem Debütfilm den Namen Rajkumar als Künstlername. Die Figuren von Rajkumars Rollen umfassen alles vom Komiker über Actionheld, Liebhaberrollen und mythologische Figuren. Er trat gemeinsam mit den meisten Darstellern der Filmindustrie aus Karnataka wie Leelavathi, Arathi und Jayanti, aber auch Jayapradha, Madhavi, Saritha und anderen Darstellern aus den Filmproduktionen der Nachbarbundesstaaten auf. 
Zu seinen wichtigsten Filmen zählen sein Filmdebüt in Simhas Bedara Kannapa (1954), Bangarada Manushya (1972), Kastoori Nivasa (1971), Sri Krishnadevaraya (1970) von B. R. Panthulu, Kula Gowrava (1971), Gandhada Gudi (1973), Sampathige Sawal (1974), Shankar Guru (1978), Sakshatkara (1971) von S. R. Puttanna Kanagal, Babruvahana (1977) von Hunsur Krishnamurthy, Bhakta Prahalada (1983), Halu Jenu (1982) und Bhagyada Lakshmi Baramma (1985) – beide von Singeetham Srinivasa Rao, Jeevana Chaitra (1992) – Rajkumar gewann als Sänger mit diesem Film einen National Award – und Akasmika (1993) von T. S. Nagabharana. 
In den 1990er Jahren beendete er seine Karriere als aktiver Darsteller und unterstützte mit seiner eigenen Filmgesellschaft Vajreshwari Combines die Schauspielkarriere seiner Söhne. Sein letzter Film war Shabdavedi (2000) an der Seite der Schauspielerin Jayapradha.
Rajkumar wurde von der indischen Regierung mit dem Padma Bhushan geehrt und erhielt 1995 den höchsten Staatspreis für indische Filmschaffende, den Dadasaheb Phalke Award als Anerkennung für seinen Beitrag zur Filmindustrie des Kannada-Films.
Am 30. Juli 2000 wurde Rajkumar gemeinsam mit seinem Schwiegersohn und zwei weiteren Personen von seinem Landsitz bei Gajanur in Karnataka vom tamilischen Banditen Veerappan zur Freipressung von Gefangenen seiner Bande entführt. Am 15. November desselben Jahres wurde er unversehrt freigelassen.
Rajkumar starb 2006 an einem Herzinfarkt. Er war Vater von drei Söhnen (Shiva, Raghavendra und Puneeth), die er alle als Kannada-Filmschauspieler lancieren konnte, und zwei Töchtern.
Die Regierung von Karnataka hatte nach seinem Tod zwei Tage Staatstrauer angeordnet. Der Leichnam Rajkumars wurde in einem Stadion in Bangalore aufgebahrt, vor dem Zehntausende warteten, um von ihrem verehrten Idol vor dessen Staatsbegräbnis Abschied zu nehmen. Es kam dabei zu gewalttätigen Ausschreitungen mit einigen Todesfällen.

## Filmografie (Auswahl)
- 1954: Bedara Kannappa
- 1956: Tenali Raman
- 1958: Bhukailasa
- 1959: Abba! A Hudgi
- 1959: Mahishasura Mardini
- 1960: Ranadheera Kanteerava
- 1961: Kittur Chanamma
- 1962: Bhoodana
- 1963: Veera Kesari
- 1964: Nandi
- 1965: Satya Harishchandra
- 1968: Hannele Chiguridaga
- 1969: Uyyale
- 1970: Shri Krishnadevaraya
- 1972: Bangarada Manushya
- 1983: Kavirathna Kalidas
- 1984: Shravana Banthu